# 1. Amateurliga Württemberg 1954/55
Die 1. Amateurliga Württemberg 1954/55 war die fünfte Saison der 1. Amateurliga. Der SSV 1928 Ulm gewann die württembergische Fußballmeisterschaft mit drei Punkten Vorsprung vor dem 1. FC Eislingen und qualifizierte sich damit für die Aufstiegsrunde zur II. Division, in der man am FC Penzberg scheiterte. Der 1. FC Eislingen nahm als württembergischer Vertreter an der deutschen Amateurmeisterschaft 1955 teil und schied bereits in der Vorrunde aus.
Die SpVgg Feuerbach, der FC 08 Tuttlingen und Normannia Gmünd stiegen in die 2. Amateurliga ab.

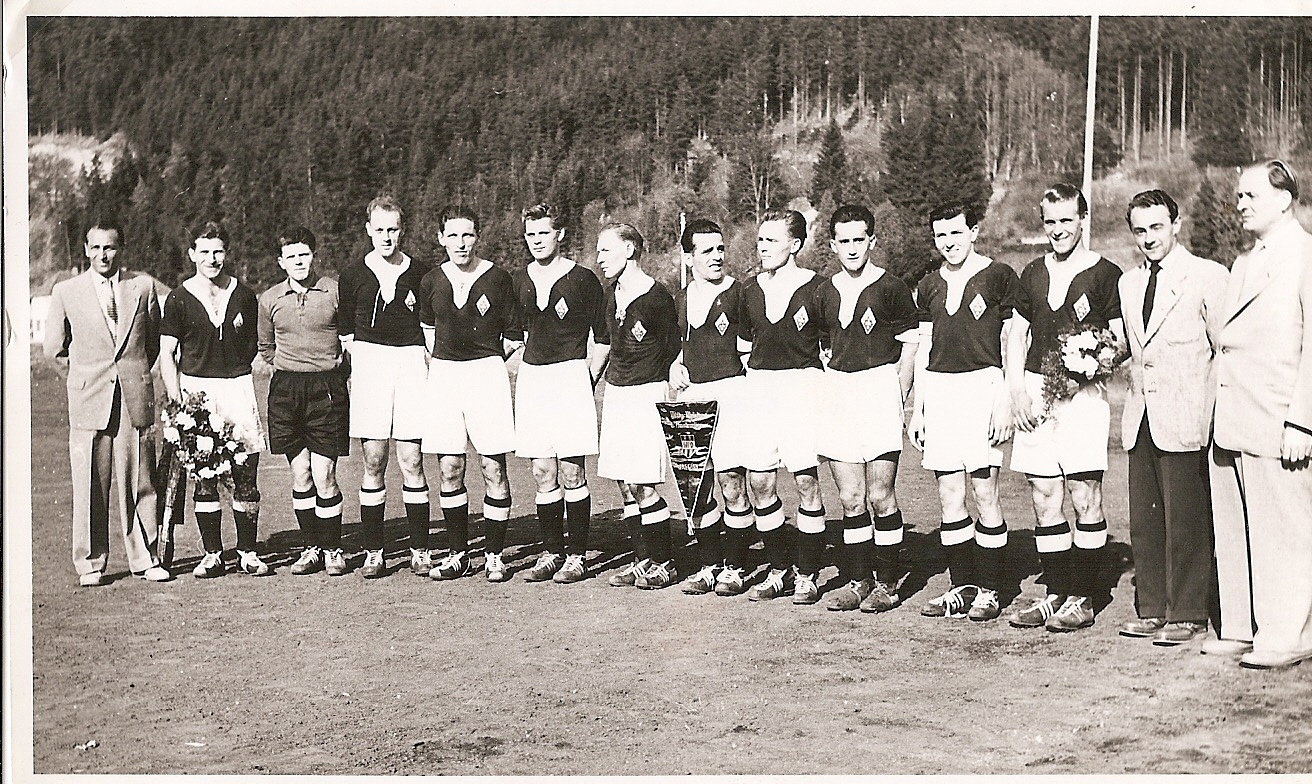
SSV Ulm 1928 Meister der Amateurliga 1954/55

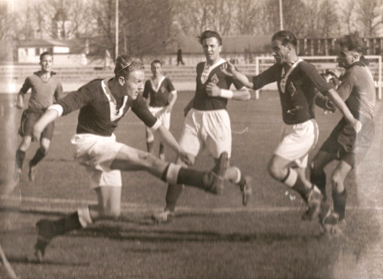
Hans Dürr (links), Spieler des SSV Ulm 1928

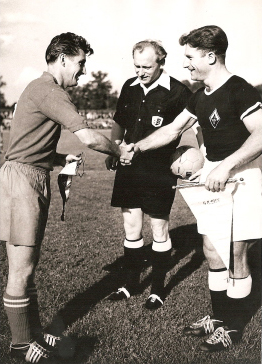
Kai Hagenmiller (rechts), Spieler des SSV Ulm 1928, hier mit Legende Fritz Walter (links)

Mit einem Unentschieden gegen den stärksten Widersacher FC Eislingen gelang dem SSV Ulm ihr größter Erfolg in der Nachkriegszeit: Sie errangen mit einem 1:1 in Tuttlingen die württembergische Meisterschaft der Fußball-Amateure. Aus der zweiten Amateurliga kommend, schafften die Ulmer Kicker in ihrer ersten Saison den Klassensieg.

## Abschlusstabelle
| Pl. | Verein                  | Sp. | Tore  | Punkte |
| --- | ----------------------- | --- | ----- | ------ |
| 01. | SSV 1928 Ulm (N)        | 32  | 84:45 | 47:17  |
| 02. | FC Eislingen            | 32  | 67:42 | 44:20  |
| 03. | VfL Sindelfingen        | 32  | 90:50 | 41:23  |
| 04. | Union Böckingen (A)     | 32  | 50:40 | 37:27  |
| 05. | VfR Heilbronn           | 32  | 58:49 | 36:28  |
| 06. | VfR Aalen               | 32  | 47:42 | 33:31  |
| 07. | FV Nürtingen            | 32  | 60:61 | 33:31  |
| 08. | FV Kornwestheim         | 32  | 51:62 | 32:32  |
| 09. | VfB Friedrichshafen (M) | 32  | 43:35 | 31:33  |
| 10. | FV Ebingen (N)          | 32  | 59:66 | 30:34  |
| 11. | Stuttgarter SC          | 32  | 41:48 | 30:34  |
| 12. | VfR Schwenningen        | 32  | 44:51 | 29:35  |
| 13. | SG Untertürkheim        | 32  | 62:68 | 28:36  |
| 14. | SC Geislingen           | 32  | 38:55 | 27:37  |
| 15. | Normannia Gmünd         | 32  | 46:63 | 25:39  |
| 16. | FC 08 Tuttlingen        | 32  | 33:49 | 22:42  |
| 17. | SpVgg Feuerbach         | 32  | 30:87 | 19:45  |

| (M) | 1. Amateurligameister Württemberg 1953/54  |
| (A) | Absteiger aus der 2. Oberliga Süd 1953/54  |
| (N) | Aufsteiger aus den 2. Amateurligen 1953/54 |